# Judenlager des Mazures
Le Judenlager des Mazures est un camp de travail forcé crée par l'organisation Todt au cours de la Seconde Guerre mondiale dans la commune de Les Mazures, situé dans les Ardennes, en France. Construit par des déportés juifs d'Anvers, il a servi de camp de travail forcé pour les juifs.

## Histoire
Durant la Seconde Guerre mondiale, l'organisation Todt a fait construire le « Judenlager », un camp de travail. De juillet 1942 à janvier 1944, 288 juifs déportés d'Anvers (Belgique) y sont internés et fabriquent du charbon de bois destiné à l'industrie allemande et aux gazogènes.
Le 18 juillet 1942, 288 Juifs déportés depuis Anvers arrivent à la gare de Revin et sont mis au travail forcé aux Mazures, le 23 octobre 1942 la plupart de ces travailleurs forcés sont déportés à Auschwitz, via Malines, étape dans la « Solution finale ».
Le 5 janvier 1944, les derniers détenus sont transférés à Drancy, puis déportés à Auschwitz-Birkenau,. Il s'agit de l'unique camp pour juifs en Champagne-Ardenne pendant la Seconde Guerre mondiale.

## Bilan
Selon les recherches de Jean-Emile Andreux :
- 22 évasions réussies ;
- 27 rescapés après déportation à Auschwitz, puis d'autres camps de la mort ;
- 2 fusillés après évasion des Mazures ;
- 237 morts dans les camps à la suite de leur transfert depuis Mazures.